# Apache (motorfiets)
Apache is een historisch Amerikaans motorfietsmerk.
De bedrijfsnaam was Brown & Beck, Denver (Colorado)
Dit was een Amerikaanse firma die van 1907 tot 1911 eencilindermotorfietsen van 597 cc produceerde. De cilinder helde naar achteren over, zoals dat ook bij Indian, Marsh, Yale en andere Amerikaanse merken gebruikelijk was. Dat de motoren leken op Indians zal komt waarschijnlijk doordat beide fabrieken hun blokken betrokken bij AMC in Aurora. AMC leverde motorblokken en onderdelen aan Indian, maar verkocht ze door de hele Verenigde Staten. Daardoor konden dealers hun eigen "motormerk" beginnen door badge-engineering toe te passen. Dat duurde niet lang, omdat AMC onder de eigen naam "Thor" motorfietsen ging maken, een eigen dealernetwerk opzette en concurrentie van deze kleine merkjes ondervond.